# 長野県道22号松川大鹿線

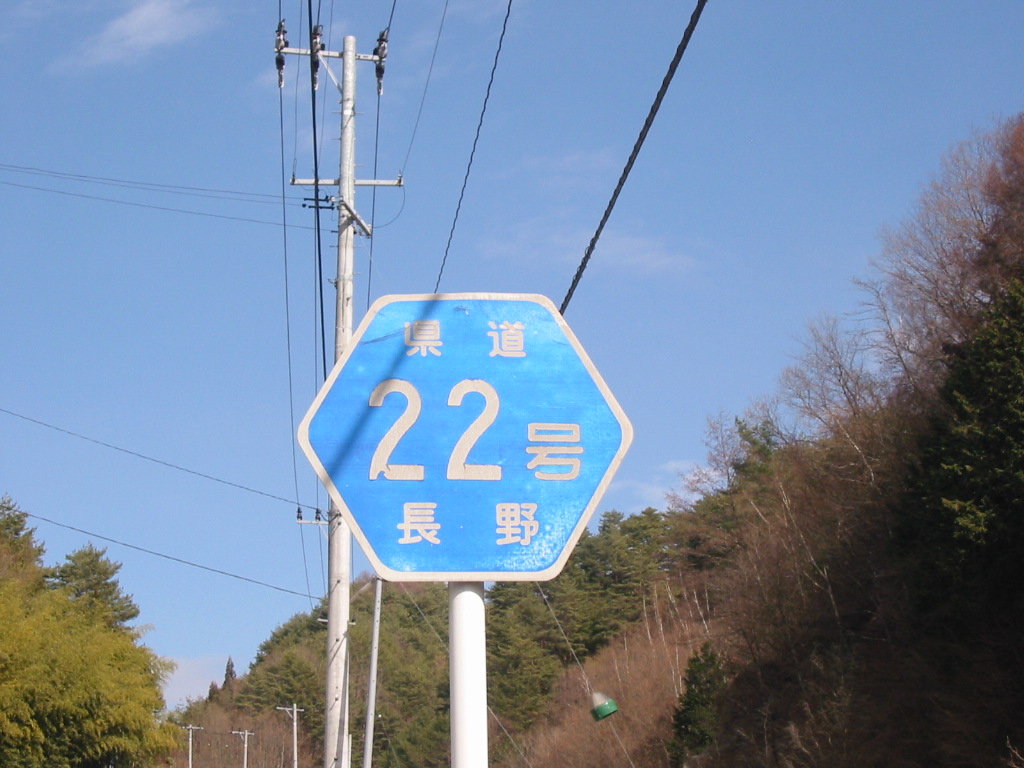
県道22号の標識

長野県道22号松川大鹿線（ながのけんどう22ごう まつかわおおしかせん）は、長野県下伊那郡松川町生田から、下伊那郡大鹿村鹿塩に至る県道（主要地方道）である。

## 概要
通称は岩洞。
現在は、町村境付近が道路防災工事によりしばしば通行止めとなっている。
中川村を通過する長野県道59号松川インター大鹿線が伊那谷と大鹿村を連絡する主要道路となっている。

### 路線データ
- 路線認定[1]
  - 起点：下伊那郡松川町
  - 終点：下伊那郡大鹿村
  - 重要な経過地：なし
- 道路の区域[2]

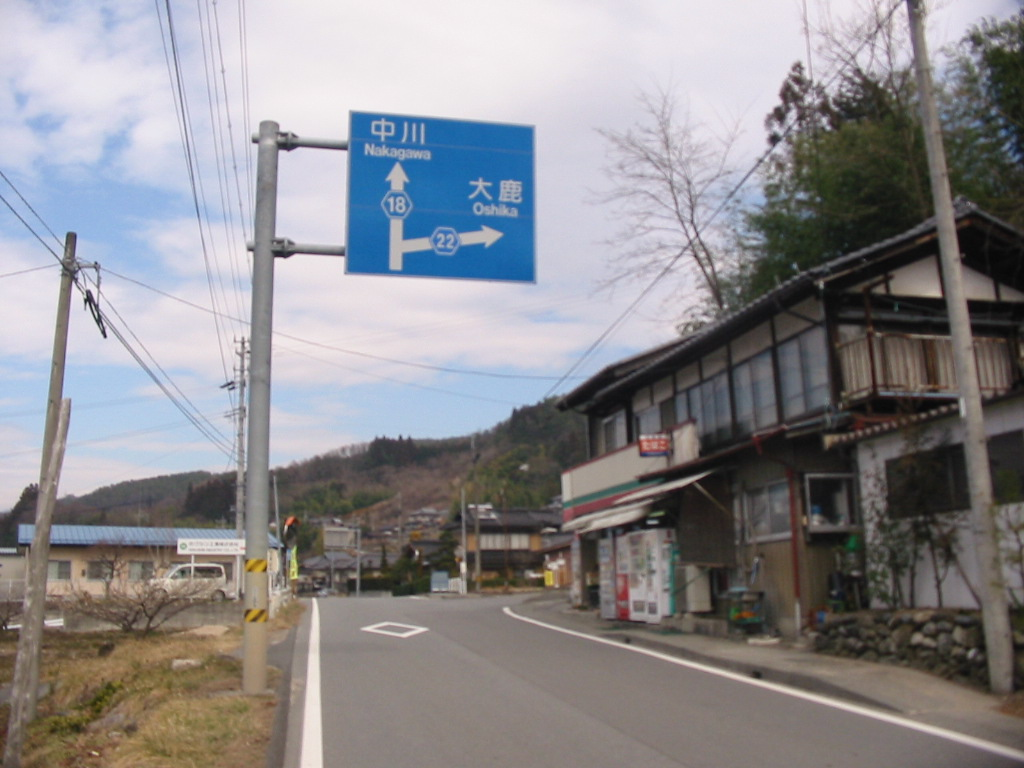
松川町起点付近

  - 起点：下伊那郡松川町生田747番の1地先（長野県道18号伊那生田飯田線交点）
  - 終点：下伊那郡大鹿村大字鹿塩4341番の3地先（国道152号交点）
  - 実延長：16.1607 km
- 道路法第7条第1項該当号：5号[3]

## 歴史
- 1966年（昭和41年）1月13日：飯田茅野線を飯田高遠線へ変更[4]。
- 1976年（昭和51年）4月1日：飯田高遠線の一部を主要地方道松川大鹿線へ指定[5]。
- 1976年（昭和51年）10月14日：松川大鹿線の認定[1]。
- 1993年（平成5年）5月11日：建設省から、県道松川大鹿線が松川大鹿線として主要地方道に再指定される[6]。

## 地理
小渋川の右岸を走る長野県道59号松川インター大鹿線とは違い、急カーブや隘路が多い。
- 小渋峡

### 通過する自治体
- 下伊那郡
  - 松川町
  - 大鹿村

### 交差する道路

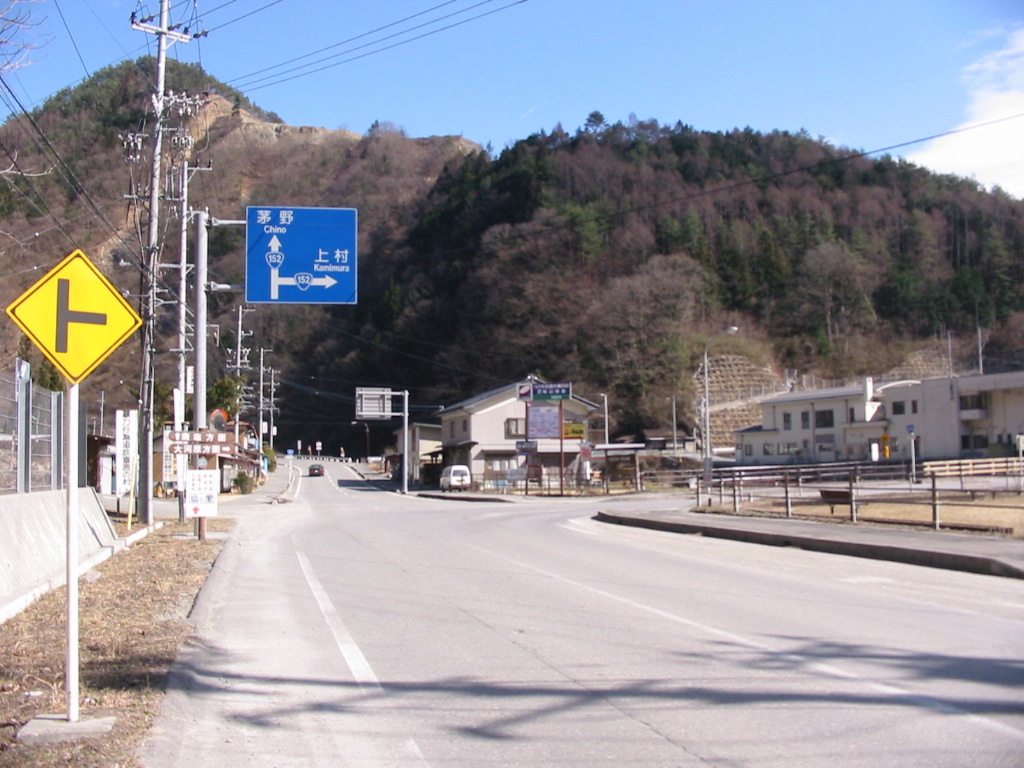
国道152号交点（終点）

- 長野県道18号伊那生田飯田線（下伊那郡松川町生田、起点）
- 長野県道59号松川インター大鹿線（下伊那郡大鹿村大河原・松除交差点）
- 国道152号（下伊那郡大鹿村鹿塩、終点）